# تریپل فایو گروپ
تریپل فایو گروپ (به انگلیسی: Triple Five Group) شرکت املاک و مستغلات کانادایی است، که در زمینه مدیریت مراکز خرید، هتلداری، ساخت‌وساز و توسعه املاک و مستغلات فعالیت می‌کند.
گروه تریپل فایو در سال ۱۹۶۵ توسط خانواده قرمزیان راه‌اندازی شد و در حال حاضر مالک دو مرکز خرید، به نام‌های مال آمریکا (مستقر در  بلومینگتن، مینه‌سوتا) و وست ادمونتون مال (در ادمنتن، آلبرتا) می‌باشد، که از بزرگترین مراکز خرید آمریکای شمالی به‌شمار می‌آیند.
دفتر مرکزی این شرکت در شهر ادمنتن، کانادا قرار دارد و دفتر عملیاتی آن نیز در لاس‌وگاس، نوادا، در ایالات متحده آمریکا مستقر می‌باشد.